# Museu Municipal de Aljustrel
O Museu Municipal de Aljustrel, igualmente conhecido como Museu Municipal de Arqueologia, é um espaço museológico na vila de Aljustrel, na região do Alentejo, em Portugal. Ocupa o antigo edifício dos Paços do Concelho.

## Descrição
O Museu Municipal de Aljustrel está sedeado num edifício na Rua São João de Deus, e tem como finalidade demonstrar a presença humana na área do município desde a pré-história até ao período contemporâneo, com destaque para a história das minas. Neste sentido, conta com um valioso acervo de peças etnográficas e arqueológicas, sendo de especial importância as famosas tábuas de bronze de Aljustrel. Outras peças de grande valor incluem a chamada Estela da Carniceira, um monumento funerário da Idade do Bronze, encontrado na freguesia de São João de Negrilhos, e um pote de cerâmica oriundo da Necrópole do Monte do Farrobo, perto da aldeia de Rio de Moinhos. Parte do seu espólio veio do antigo Museu da Mina, tendo sido transferido para o museu municipal através de um acordo de cooperação com a operadora Pirites Alentejanas, concessionária das minas. Aquela empresa tinha criado o museu para conservar as peças de valor arqueológico que tinham sido encontradas em Aljustrel. O museu promove regularmente um programa educativo junto das escolas do município, não só aproximando o museu das populações e fazendo a sua divulgação, mas também contribuindo para um desenvolvimento do currículo escolar.
Além do edifício principal em si, a instituição também conta com três pólos museológicos: a Central de Compressores das minas, o Moinho de Vento do Maralhas e o Núcleo Rural de Ervidel. O Museu de Aljustrel é membro  da Rede Portuguesa de Museus e da Rede de Museus do Distrito de Beja.

## História
O imóvel onde se situa o museu funcionou anteriormente como Paços do Concelho. Por volta de 1905, o então presidente da Câmara Municipal, Francisco Soares Victor, procurou instalar uma biblioteca e um núcleo museológico no interior do edifício, devendo este último albergar os fragmentos sobreviventes do Pelourinho de Aljustrel. Porém, apesar da biblioteca ter sido criada, este primeiro impulso para criar o museu não teve seguimento.
Só muito mais tarde é que foi definitivamente criado o museu, igualmente aproveitando o edifício dos Paços do Concelho. A instituição em si foi criada em 1999, embora a sede do museu só tenha sido inaugurada em Maio de 2002. Em 2018, a Direcção Regional de Cultura do Alentejo celebrou um acordo com o Museu Municipal, de forma a inserir no seu acervo uma estela da Idade do Bronze, encontrada por um trabalhador rural em São João de Negrilhos, sendo esta peça considerada de grande importância do ponto de vista arqueológico devido aos seus motivos decorativos e à relativa raridade de estelas conhecidas daquele período. A peça, conhecida como Estela da Carniceira, foi oficialmente apresentada ao público em Janeiro de 2019, tendo sido alvo de um programa de estudo liderado pelos arqueólogos Artur Martins, responsável pelo Museu Municipal de Arqueologia de Aljustrel, e Miguel Serra e Eduardo Porfírio, coordenadores do plano Outeiro do Circo. Em Julho desse ano, a divisão de Aljustrel do partido Coligação Democrática Unitária criticou as más condições em que se encontravam os museus municipais, principalmente a sede, tendo declarado que era «visível o desinvestimento da autarquia nas instalações e nos equipamentos, muitos deles obsoletos ou inoperacionais, onde é comum encontrar lâmpadas fundidas durante meses ou até anos; peças a deteriorarem-se à vista de todos, algumas dentro dos expositores a desfazerem-se por falta da manutenção; equipamentos elétricos obsoletos; materiais de apoio ao visitante arcaicos e o piso a necessitar de intervenção». Em Dezembro de 2021 foi aprovado o orçamento da autarquia para 2022, que incluía a realização de obras no museu, no sentido de facilitar o acesso a utentes de mobilidade reduzida. Esta intervenção incluiu igualmente alguns trabalhos de restauro, e custou cerca de 50 mil Euros, tendo sido concluída ainda em 2022.

## Leitura recomendada
- LOBATO, João Rodrigues Lobato (2005). Aljustrel: Monografia. Aljustrel: Câmara Municipal de Aljustrel. 432 páginas